# Bernard Robinson
Bernard Gregory Robinson jr. (Washington, 26 dicembre 1980) è un ex cestista statunitense, professionista nella NBA.

## Carriera
È stato selezionato dagli Charlotte Bobcats al secondo giro del Draft NBA 2004 (45ª scelta assoluta).

## Palmarès
- Campione NIT (2004)